# Raquel Pennington
Pour les articles homonymes, voir Pennington.
Raquel Pennington née le 5 septembre 1988 à Colorado Springs, est une pratiquante américaine d'arts martiaux mixtes (MMA). Elle combat actuellement à l'Ultimate Fighting Championship dans la division des poids coqs.

## Biographie
Raquel Pennington a publiquement révélé son homosexualité. Elle est mariée à Tecia Torres.

## Carrière en arts martiaux mixtes

### Invicta Fighting Championships
Pour ses débuts à l'Invicta FC, le 28 juillet 2012 Raquel Pennington affronte la canadienne Sarah Moras lors de l'évènement Invicta FC : Baszler vs. McMann dans le Memorial Hall de Kansas City. Alors qu'elle ne part pas favorite, Raquel Pennington fait subir à Sarah Moras sa première défaite, les juges lui donnant la victoire par décision unanime.

### Ultimate Fighting Championship
Le 29 décembre 2014 un combat entre Raquel Pennington (5-4 MMA, 2-1 UFC) et Holly Holm (7-0 MMA, 0-0 UFC) est programmé lors de l'UFC 184 du 28 février 2015. Cette opposition été initialement prévue pour l'UFC 181: Hendricks vs. Lawler II du 6 décembre 2014 à Las Vegas (États-Unis), mais Holly Holm avait déclaré forfait à cause d'un problème au cou survenu durant un entrainement. C'est l'américaine Ashlee Evans-Smith qui l'avait remplacée et avait été battue par Raquel Pennington.
Le 28 février 2015 Raquel Pennington est opposée à la multiple championne du monde de boxe Holly Holm qui participe pour la première fois à un évènement UFC. La rencontre a lieu lors de l'évènement UFC 184 - Rousey vs. Zingano se déroulant à Los Angeles aux États-Unis. Les deux premières reprises sont à l'avantage d'Holly Holm qui maintient la distance et place quelques bonnes frappes au poing. Durant le troisième round, Raquel Pennington est plus agressive et parviens à toucher plus souvent son adversaire sans jamais toutefois parvenir à l'amener au sol. Holly Holm l'emporte par décision partagée (29-28, 28-29, 30-27).

## Palmarès en arts martiaux mixtes
| 17 combats     | 10 victoires | 7 défaites |
| Par KO         | 1            | 1          |
| Par soumission | 3            | 1          |
| Sur décision   | 6            | 5          |

| Résultat | Record | Adversaire           | Méthode                                 | Événement                                    | Date             | Round | Temps | Lieu                                | Notes                                  |
| -------- | ------ | -------------------- | --------------------------------------- | -------------------------------------------- | ---------------- | ----- | ----- | ----------------------------------- | -------------------------------------- |
| Victoire | 10-7   | Irene Aldana         | Décision partagée                       | UFC on ESPN: dos Anjos vs. Edwards           | 20 juillet 2019  | 3     | 5:00  | San Antonio, Texas, États-Unis      |                                        |
| Défaite  | 9-7    | Germaine de Randamie | Décision unanime                        | UFC Fight Night: Korean Zombie vs. Rodríguez | 10 novembre 2018 | 3     | 5:00  | Denver, Colorado, États-Unis        |                                        |
| Défaite  | 9-6    | Amanda Nunes         | TKO (coup de poing)                     | UFC 224: Nunes vs. Pennington                | 12 mai 2018      | 5     | 2:36  | Rio de Janeiro, Brésil              | Pour le titre des poids coqs de l'UFC. |
| Victoire | 9-5    | Miesha Tate          | Décision unanime                        | UFC 205: Alvarez vs. McGregor                | 12 novembre 2016 | 3     | 5:00  | New York, États-Unis                |                                        |
| Victoire | 8-5    | Elizabeth Phillips   | Décision unanime                        | UFC 202: Diaz vs. McGregor II                | 20 août 2016     | 3     | 5:00  | Las Vegas, Nevada, États-Unis       |                                        |
| Victoire | 7-5    | Bethe Correia        | Décision partagée                       | UFC on Fox: Teixeira vs. Evans               | 16 avril 2016    | 3     | 5:00  | Tampa, Floride, États-Unis          |                                        |
| Victoire | 6-5    | Jéssica Andrade      | Soumission (étranglement arrière)       | UFC 191: Johnson vs. Dodson II               | 5 septembre 2015 | 2     | 4:58  | Las Vegas, Nevada, États-Unis       | Performance de la soirée               |
| Défaite  | 5-5    | Holly Holm           | Décision partagée                       | UFC 184: Rousey vs. Zingano                  | 28 février 2015  | 3     | 5:00  | Los Angeles, Californie, États-Unis |                                        |
| Victoire | 5-4    | Ashlee Evans-Smith   | Soumission (étranglement bulldog)       | UFC 181: Hendricks vs. Lawler II             | 6 décembre 2014  | 1     | 4:59  | Las Vegas, Nevada, États-Unis       |                                        |
| Défaite  | 4-4    | Jéssica Andrade      | Décision partagée                       | UFC 171: Hendricks vs. Lawler                | 15 mars 2014     | 3     | 5:00  | Dallas, Texas, États-Unis           |                                        |
| Victoire | 4-3    | Roxanne Modafferi    | Décision unanime                        | The Ultimate Fighter 18 Finale               | 30 novembre 2013 | 3     | 5:00  | Las Vegas, Nevada, États-Unis       |                                        |
| Défaite  | 3-3    | Leslie Smith         | Décision unanime                        | Invicta FC: Esparza vs. Hyatt                | 5 janvier 2013   | 3     | 5:00  | Kansas City, Kansas, États-Unis     |                                        |
| Défaite  | 3-2    | Cat Zingano          | Soumission (étranglement arrière)       | Invicta FC: Penne vs. Sugiyama               | 6 octobre 2012   | 2     | 3:32  | Kansas City, Kansas, États-Unis     |                                        |
| Victoire | 3-1    | Raquel Pa'aluhi      | Soumission (étranglement en guillotine) | Destiny MMA: Na Koa 1                        | 8 septembre 2012 | 1     | 3:52  | Honolulu, Hawaii, États-Unis        |                                        |
| Victoire | 2-1    | Sarah Moras          | Décision unanime                        | Invicta FC: Baszler vs. McMann               | 28 juillet 2012  | 3     | 5:00  | Kansas City, Kansas, États-Unis     |                                        |
| Défaite  | 1-1    | Tori Adams           | Décision unanime                        | RMBB / TB: A Champion's Quest                | 22 juin 2012     | 3     | 5:00  | Sheridan, Colorado, États-Unis      |                                        |
| Victoire | 1-0    | Kim Couture          | TKO (coups de genou)                    | MFP: Vengeance                               | 13 mars 2012     | 2     | 2:25  | Casper, Wyoming, États-Unis         |                                        |